# Řád akademických palem
Řád akademických palem (francouzsky Ordre des Palmes académiques) je francouzské vyznamenání za zásluhy ve vzdělání, vědě a kultuře. Jde o jedno z nejstarších vyznamenání pro civilní osoby.

## Udílení
Řádem mohou být (od roku 1955) vyznamenáni především učitelé i osoby, které nemají vztah k učitelství, ale které měly významný přínos ve vzdělávání, a rovněž cizinci, nebo v cizině žijící Francouzi, kteří aktivně přispěli k rozšíření francouzské kultury v zahraničí. Řád má tři stupně:
- Rytíř (francouzsky Chevalier) – Medaile ve tvaru palmových ratolestí pokrytá fialovým smaltem, vysoká 35 mm a stužka bez rozetky. Rytíř musí být starší 35 let a musí v učitelství pracovat nejméně 10 let (do roku  2002 15 let).
- Důstojník (francouzsky Officier) – Medaile ve tvaru palmových ratolestí pokrytá fialovým smaltem, vysoká 35 mm a stužka s rozetkou. Důstojníkem se může stát rytíř nejdříve za 5 let po obdržení nižšího stupně vyznamenání;
- Komandér (francouzsky Commandeur) – Pozlacená medaile ve tvaru palmových ratolestí, vysoká 60 mm, stuhou zavěšená na kruhovém věnci o průměru 22 mm, který je na řetězu, a stužka s bílými pruhy s rozetkou. Komandérem se může stát důstojník nejdříve za 3 roky (do roku  2002 za 5 let) po vyznamenání stupněm důstojníka.

Stuha všech stupňů je fialová a má šíři 32 mm. Při vyznamenání vyšším stupněm se nepřihlíží k zásluhám, za něž byl udělen nižší stupeň.
Vyznamenání se uděluje dvakrát ročně :
- 1. ledna – osoby, které nespadají do působnosti francouzského ministerstva vzdělávání
- 14. července – osoby spadající do působnosti francouzského ministerstva vzdělávání

Ve výjimečných případech se mohou vyznamenání předávat následující den.
Kandidatury se zkoumají v Radě akademických palem, které předsedá francouzský ministr vzdělávání. V radě kromě ministra zasedá jeden ze členů rady Řádu čestné legie a hlavní inspektor francouzského ministerstva vzdělávání. Seznam vyznamenaných potvrzuje předseda francouzské vlády.

## Druhy stuh
| Stužka rytíře | Stužka důstojníka | Stužka komandéra |
| ------------- | ----------------- | ---------------- |
| DFC           | DFC               | DFC              |

## Historie
Řád byl založen císařem Napoleonem 19. března 1808 pro oceňování akademiků a profesorů univerzit, k nimž patřila i některá lycea. Měl tři stupně – úřednický, univerzitní a akademický. Od roku 1850 přestal být řád vázán na vědecké hodnosti a stupně byly pozměněny. V roce 1866 se stal řád občanským řádem se dvěma stupni (rytíř a důstojník). V současnosti (2010) platí v zásadě zákon z roku 1955 s drobnými úpravami z roku 2002.

## Zajímavosti
- Řád akademických palem se nazývá Fialová legie podle analogie s Řádem čestné legie.
- Na současném vyznamenání jsou palmové ratolesti nesymetrické – na levé straně je 12 listů, na pravé 11 (celkem 23).

## Ocenění – Češi
- Iva Adámková – rytíř v roce 2023
- Alena Boušková – rytíř v roce 1994
- Danuše Bělohlávková – rytíř v roce 1996[1]
- Eva Blažíčková – rytíř v roce 2003[2]
- Karel Burian – důstojník v roce 1907[3]
- Ivana Čeňková – rytíř v roce 2003[4]
- Ema Destinnová – důstojník v roce 1907[3]
- Helena Dlesková – rytíř v roce 2014[5]
- Marie Dohalská – rytíř v roce 1998[6]
- Anne-Marie Ducreux-Páleníček – rytíř v roce 2015[7]
- Marcela Efmertová – rytíř v roce 2010[8]
- Marie Fenclová – rytíř v roce 1996[9]
- Gustav Francl – v roce 2011[10]
- Miloslav Frumar – rytíř v roce 2002[11]
- Jindřich Fryč – důstojník v roce 2015[12]
- Jaroslav Fryčer – rytíř v roce 1993
- Jan Gebauer – důstojník[13]
- Miluška Hauserová – rytíř v roce 2012[14]
- Josef Hendrich – důstojník v roce 1995[15][16]
- Vilém Herold – rytíř[17]
- Dagmar Hobzová – rytíř v roce 2013[18]
- Petr Horák – komandér v roce 2003[19]
- Marcela Horažďovská – důstojník v roce 2016[20]
- Stanislava Hronová – rytíř v roce 1998[6]
- Ludmila Hyspecká – rytíř v roce 1996[21]
- Helena Illnerová – důstojník v roce 2003[19]
- Marie Chatardová – komandér v roce 2016[22][23]
- Jitka Jakubková – rytíř v roce 2006[24]
- Daniela Jobertová – rytíř v roce 2005[25]
- Zdeněk Johan – důstojník v roce 2013[26]
- Pavla Kellnerová – rytíř v roce 2006[27]
- Luďa Klusáková – rytíř v roce 2005[28]
- František Kopecký – rytíř v roce 1996[29], důstojník v roce 2011[30]
- Jan Kopecký[31]
- Petr Kovač – rytíř v roce 2005[32]
- Jindřich Kratochvíl – rytíř v roce 1926[33]
- Eva Kriz – rytíř v roce 2017[34]
- Vladimír Kučera – rytíř v roce 2006[35][24]
- Václav Kuneš – rytíř v roce 1923[33]
- Petr Kyloušek – rytíř v roce 2002[36]
- Magdalena Lavalová – rytíř v roce 2015[7]
- Markéta Larišová – rytíř v roce 1998[6]
- Vladimír Lederer – důstojník[37]
- Milena Lenderová – rytíř v roce 2007[11]
- Jana Mačáková - rytíř v roce 2004[38]
- Ivana Macháčková – rytíř v roce 2014[39]
- Hana Machková – rytíř v roce 1996[40]
- Otakar Machotka – v roce 1930
- Vladana Mališová – rytíř v roce 1994[41] [42] [43] [44]
- Josef Mandaus – rytíř v roce 1928[33]
- Eva Matyášová – rytíř v roce 2004[45]
- Eduard Maur – rytíř v roce 2005[11]
- Lubomír Mlčoch – rytíř v roce 2003[19]
- Eva Mrhačová – rytíř v roce 2005[46]
- František Nejdl – důstojník[47]
- Martin Nejedlý - rytíř v roce 2010[8]
- Vladimír Nekvasil – rytíř v roce 2005 [48]
- Ivan Netuka – rytíř v roce 2005[49]
- Karel Novotný – rytíř v roce 2015[50]
- Růžena Ostrá – rytíř v roce 2019[51]
- Eva Pavlíčková – důstojník v roce 2017[34]
- Miroslava Pavlínková – rytíř v roce 2016[52]
- Jiří Pechar – důstojník v roce 2006[53]
- Ondřej Pešek – rytíř v roce 2014[54]
- Lydie Petráňová – rytíř v roce 2006[24]
- Miloslav Petrusek – rytíř v roce 2003[55]
- Josef Petřík – v roce 1927[zdroj?]
- Aleš Pohorský – rytíř v roce 2013[56]
- Jindřich Pokorný – rytíř v roce 2014[57]
- Miroslav Pravda – rytíř v roce 2014[58]
- Marie Pravdová – rytíř v roce 2014[58]
- Zdeňka Průšová – rytíř v roce 2016[59][52]
- Alena Příhodová – rytíř v roce 2017[34]
- Jitka Radimská – rytíř v roce 1993[60]
- Jana Reschová – v roce 2007?
- Václav Richter – rytíř v roce 2014[58]
- Jan Riedlbauch – rytíř v roce 2002[61]
- Richard Rokyta – rytíř v roce 2003[62]
- Pavel Roučka – rytíř v roce 2003[63]
- Vlastimil Růžička – rytíř v roce 2003[64]
- Jitka Rychtaříková – rytíř v roce 2006[24]
- Soňa Samková – rytíř v roce 2014[5]
- Petr Skalník – rytíř v roce 2006[24][11]
- Jaroslav Slípka – rytíř v roce 1995[65]
- Jan Sokol – komandér v roce 2003[19]
- Jarmila Sulovská – rytíř v roce 2001[66]
- Markéta Šafránková – rytíř v roce 2015[67]
- Petr Šimon – rytíř v roce 2015[68][69]
- Jovanka Šotolová – rytíř v roce 2006[zdroj?]
- Stanislav Štech – důstojník v roce 2011[70]
- Václav Švambera – důstojník[71]
- Alena Tionová – důstojník v roce 2003[19]
- Jaroslava Tláskalová – důstojník v roce 2016[20]
- Zdena Typovská[72]
- Jiří Večerník – rytíř v roce 2003[19]
- Jan Vermach – důstojník v roce 1922[33]
- Jaroslav Vrchlický – důstojník v roce 1906[33]
- Zuzana Wiesnerová – rytíř v roce 2006[24]
- Ivan Wilhelm – rytíř v roce 2003[19]
- Otakar Zahálka – v roce 1938[73]
- Rudolf Zahradník – rytíř v roce 2003
- Magda Zálešáková – rytíř v roce 2015[74][67]
- Vladimír Zicháček – rytíř v roce 2005[75][76]